# Himantura astra
Himantura astra  (лат.) — малоизученный вид рода хвостоколов из семейства хвостоко́ловых отряда хвостоколообразных надотряда скатов. Они обитают в тропических водах восточной части Индийского и западной части Тихого океана. Встречаются на глубине до 141 м. Максимальная зарегистрированная ширина диска 80 см. Грудные плавники этих скатов срастаются с головой, образуя ромбовидный диск, ширина которого превосходит длину. Рыло слегка заострённое. Хвост длиннее диска. Кожные кили на хвостовом стебле отсутствуют. Окраска дорсальной поверхности диска серо-коричневого цвета. Диск усеян многочисленными тёмными пятнышками. Позади шипа хвост покрыт тёмными и светлыми седловидными отметинами.
Подобно прочим хвостоколообразным Himantura astra размножаются яйцеживорождением. Эмбрионы развиваются в утробе матери, питаясь желтком и гистотрофом. В помёте 1—3 новорождённых. Рацион этих скатов состоит в основном из ракообразных. Не являются объектом целевого промысла. В Индонезии высоко ценится шкура Himantura astra, мясо используют в пищу.

## Таксономия и филогенез
Традиционно Himantura astra считали синонимом Himantura toshi. В 1994 году в литературе пятнистый подвид Himantura toshi был упомянут как Himantura sp. A. Однако лишь спустя 10 лет был получен экземпляр нового вида, на основании которого было сделано научное описание. Видовой эпитет происходит от слова лат. astra — «звезда». Голотип представляет собой взрослого самца с диском шириной 58,9 см, пойманного в заливе Карпентария (13°02′ ю. ш. 138°51′ в. д.), Квинсленд, на глубине 55 м. Паратипы: взрослые самцы с диском шириной 50,7—51,6 см, взрослая самка с диском шириной 60 см и неполовозрелые самцы и самки с диском шириной 17,7 см, пойманные там же; самки с диском шириной 16,4—72,3 см, взрослые самцы с диском шириной 59,2 см и неполовозрелые самцы с диском шириной 15,7—37,4 см, пойманные в Арафурском море на глубине 48—60 м; самки с диском шириной 34,8—42,2 см, пойманные у северного побережья Австралии и взрослый самец с диском шириной 59,1 см, пойманный в водах острова Принца Уэльского на глубине 10 м.
Как и Himantura toshi Himantura astra входит в комплекс видов, образованный также Himantura fai, семибугорчатым хвостоколом, Himantura jenkinsii, Himantura leoparda, Himantura uarnak и Himantura undulata.

## Ареал и места обитания
Himantura astra широко распространены у северного побережья Австралии от залива Шарк, Западная Австралия, до Мортон Бэй, Квинсленд, включая Тиморское море. Они особенно многочисленны в заливе Карпентария. Есть данные о присутствии этого вида в водах Новой Гвинеи. Эти скаты встречаются на глубине от 1 до 141 м. Предпочитают песчаное дно. В заливе Шарк они чаще попадаются в тёплое время года. Подобно большинству хвостоколов они ведут донный образ жизни.

## Описание
Грудные плавники этих скатов срастаются с головой, образуя ромбовидный плоский диск, ширина которого в 1,1—1,2 раза превышает длину, края плавников («крыльев») сходятся почти под прямым углом. Треугольное рыло формирует тупой угол, его заострённый кончик выступает за края диска. Позади мелких глаз расположены овальные брызгальца, которые превышают их по размеру. На вентральной поверхности диска расположены 5 пар жаберных щелей, рот и тонкие, длинные ноздри. Между ноздрями пролегает лоскут кожи с бахромчатым нижним краем. Рот изогнут в виде дуги, на дне ротовой полости присутствуют 4 отростка. Мелкие притуплённые зубы выстроены в шахматном порядке и образуют плоскую поверхность. Во рту имеется 41—49 верхних и 40—50 нижних зубных рядов.
Брюшные плавники маленькие и довольно узкие, с изогнутым задним краем. Кнутовидный, сильно утончающийся к кончику  хвост в 2,1—2,7 раза превышает ширину диска. Кожные складки на хвостовом стебле отсутствуют. На дорсальной поверхности в центральной части хвостового стебля расположен тонкий шип, соединённый протоками с ядовитой железой. Иногда у скатов бывает 2 шипа. Периодически шип обламывается и на их месте вырастает новый. У некоторых особей шип отсутствует. Позади шипа на хвостовом стебле расположены глубокая вентральная борозда и выступающие латеральные гребни, тянущиеся до кончика хвоста. Дорсальная поверхность диска плотно покрыта крошечными сердцевидными чешуйками, которые располагаются широкой полосой от области между глазами до хвоста. В центральной части диска расположены более крупные чешуйки копьевидной формы. Кожа новорожденных скатов лишена чешуи. Первыми появляются чешуйки на «плечах» и голове. Окраска дорсальной поверхности диска серо-коричневого цвета. Диск и основание хвосты усеяны многочисленными тёмными пятнышками. У некоторых особей наблюдаются слабые или хорошо заметные светлые пятна, они могут быть собраны в розетки или кольца, окружающие тёмные отметины. Хвост позади шипа покрыт перемежающимися тёмными и светлыми седловидными отметинами, которые у молодых особей с диском не шире 50 см образуют сплошные полосы. Вентральная поверхность диска белая. Верхняя половина глазного яблока белая  пятнышках, а нижняя  чисто белая. Максимальная зарегистрированная ширина диска 80 см, а общая длина 1,8 м.

## Биология
Свыше 90 % рациона этих скатов составляют ракообразные. В заливе Карпентария они охотятся в основном на креветок Penaeidae. Кроме того, креветки составляют основу рациона молодых скатов с диском шириной менее 23 см, тогда как с возрастом  в их питании всё большую роль начинают играть брюхоногие и крабы. У берегов Квинсленда и в Торресовом проливе вторичным источником пищи служат полихеты. Himantura astra также охотятся на костистых рыб.
Подобно прочим хвостоколообразным Himantura astra  относится к яйцеживородящим рыбам. Эмбрионы развиваются в утробе матери, питаясь желтком и гистотрофом. В помёте 1—3 новорождённых с диском шириной 17—19 см. Половая зрелость наступает при достижении ширины диска 46—50 см. Эти хвостоколы растут медленно, при этом самки медленнее самцов.

## Взаимодействие с человеком
Himantura astra не являются объектом целевого лова. У берегов Австралии их ареал в основном пролегает на территории морских заповедников. В Индонезии их добывают ради шкуры, хрящей и мяса. У берегов Новой Гвинеи они попадаются в качестве прилова при коммерческом промысле креветок. Международный союз охраны природы присвоил этому виду статус сохранности «Вызывающий наименьшие опасения».